# Маларишка (Мехединци)
Маларишка (рум. Mălărișca) насеље је у Румунији у округу Мехединци у општини Подени. Oпштина се налази на надморској висини од 532 m.

## Становништво
Према подацима из 2002. године у насељу је живело 189 становника, од којих су сви румунске националности.